# Sarganidae
De Sarganidae zijn een familie van uitgestorven weekdieren uit de klasse van de Gastropoda (slakken). Exemplaren uit deze familie zijn slechts als fossiel bekend.

## Taxonomie
De volgende taxa zijn bij de familie ingedeeld:
- Geslacht  † Eomorea Kollmann, 2005[2]
  -  † Eomorea vibrayeana (d'Orbigny, 1843)[2]
    - =  † Fusus vibrayeanus d'Orbigny, 1843[3]
- Onderfamilie  † Pseudecphorinae Bandel and Dockery, 2001[4]
  - Geslacht  † Pseudecphora Bandel & Dockery, 2001[4]
    -  † Pseudecphora proquadricostata (Wade, 1917)
      - =  † Ecphora proq1tadricostata Wade, 1917[5]
- Onderfamilie  † Sarganinae Stephenson, 1953
  - Geslacht  † Sargana Stephenson, 1923[6]
    -  † Sargana chapelvillei Bandel & Dockery, 2001[4]
    -  † Sargana kieli Bandel & Dockery, 2001[4]
    -  † Sargana mississippiensis Bandel & Dockery, 2001[4]
    -  † Sargana stantoni (Weller, 1907)[7]
      - =  † Rapana stantoni Weller, 1907[8]

    -  † Sargana xsosaensis Bandel & Dockery, 2001[4]

  - Geslacht  † Praesargana Saul & Popenoe, 1993[9]

    -  † Praesargana tupeloensis Bandel & Dockery, 2001[4]
- Onderfamilie  † Schizobasinae Bandel & Dockery, 2001[4]
  - Geslacht  † Schizobasis Wade, 1916[10]
    -  † Schizobasis depressa Wade, 1916[11]
    -  † Schizobasis immersa Wade, 1926[12]
    -  † Schizobasis kilburni Bandel, 1999[13]

  - Geslacht  † Hillites Stephenson, 1952[14]
    -  † Hillites mutilirae Stephenson, 1952[14]

  - Geslacht  † Natalites Bandel, 1999[13]
    -  † Natalites herberti Bandel, 1999[13]
- Onderfamilie  † Hippocampoidinae Bandel & Dockery, 2012[15]
  - Geslacht  † Hippocampoides Wade, 1916[16]
    -  † Hippocampoides serratus Wade, 1916[17]
    -  † Hippocampoides liratus Wade, 1926[18]